# Anfiteatro romano di Teramo

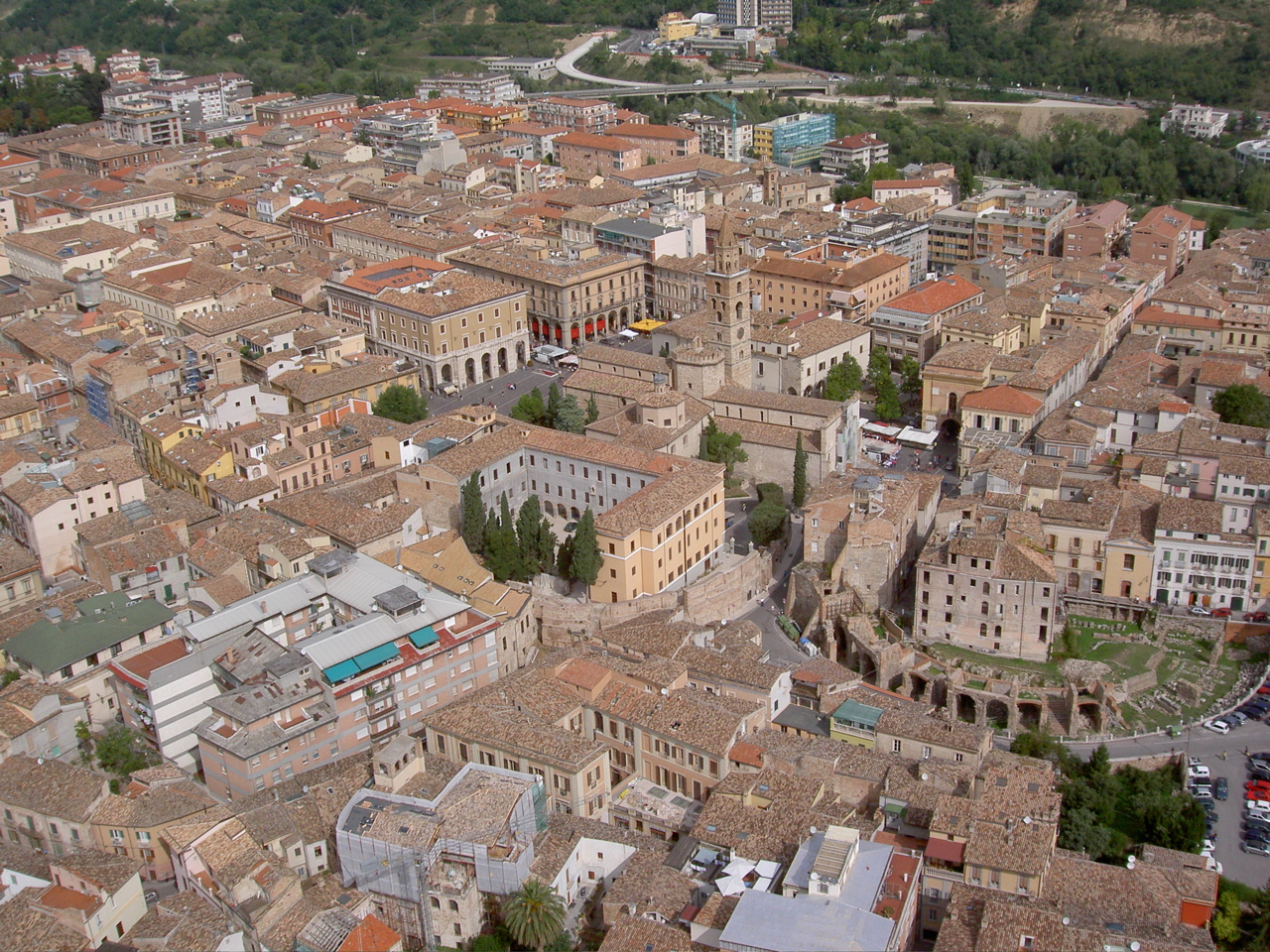
Teramo - I siti del teatro romano e dell'anfiteatro visti dall'alto nel 2008

L'Anfiteatro romano di Teramo dista solo pochi metri ad ovest dal teatro romano; la parte più evidente della residua muratura perimetrale in laterizio dell'anfiteatro è visibile in via San Berardo e nell'area immediatamente a sinistra della Cattedrale.
La pianta aveva la forma di un'ellisse con un perimetro di 208 metri, l'asse maggiore misurava 74 metri e l'asse minore 56 metri.
Il piano antico è situato a 6 metri di profondità rispetto all'attuale livello stradale.
Nel perimetro murario si individuano diversi accessi come quello ad arco sull'asse minore dell'ellisse e quello con tre archi affiancati lungo l'asse maggiore.
Una serie di passaggi secondari conducevano direttamente alle gradinate per il pubblico, della cui struttura radiale non rimane traccia.

## Storia
Al momento è ancora incerta l'esatta epoca della costruzione che dovrebbe risalire al I secolo d.C. circa.
Dal verbale della visita pastorale di mons. Giulio Ricci, vescovo e principe di Teramo, alla Cattedrale di Teramo in data 8 giugno 1583, si legge che il Vescovo (intuendo il valore del monumento sottostante) ordinò di rimuovere la terra dal fianco del muro inumidito che emergeva negli orti nei pressi della Cattedrale.

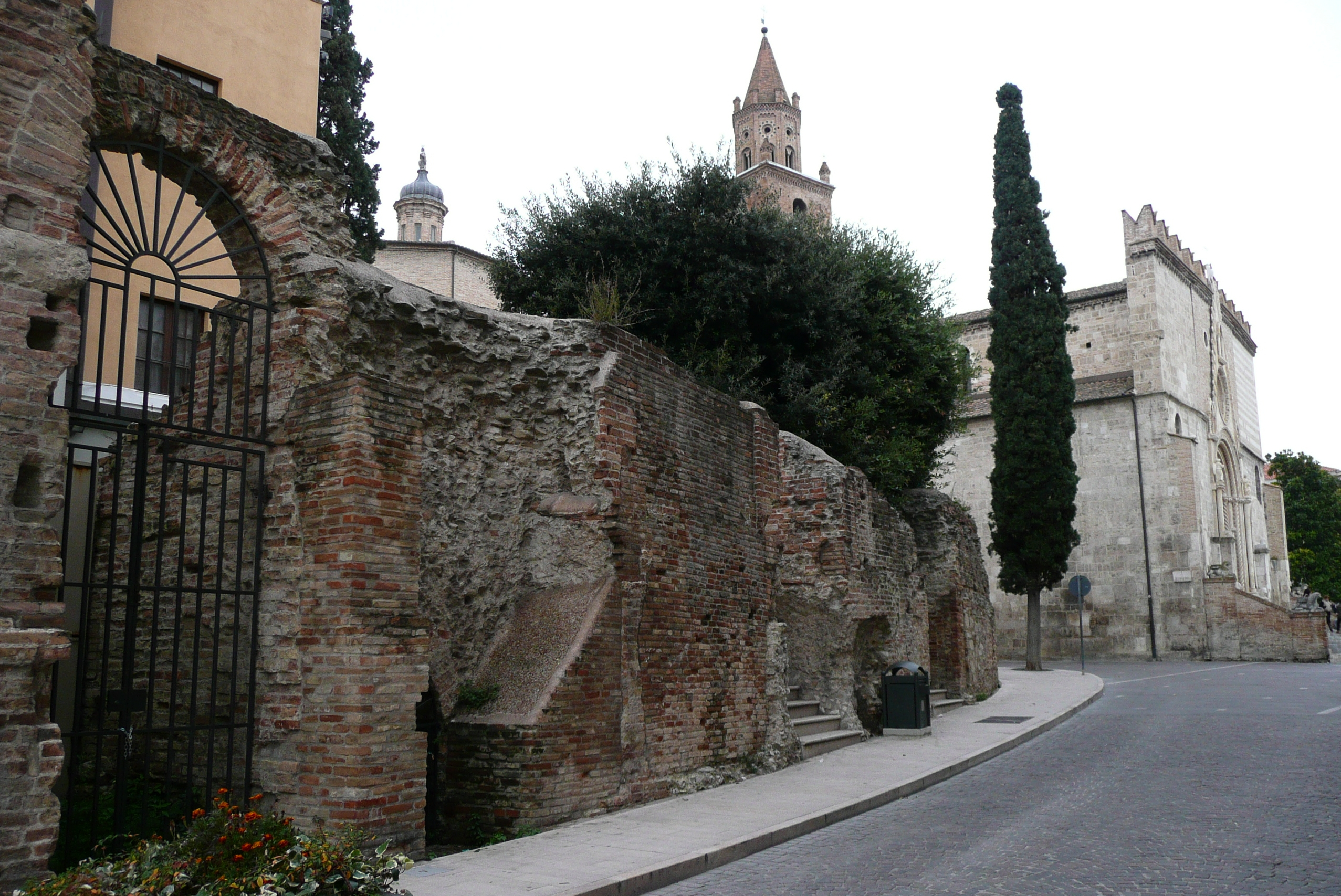
Resti dell'Anfiteatro romano di Teramo, sullo sfondo la Cattedrale

Nel corso di quella ricognizione furono esaminati e descritti:
- la curva ellittica del muro esterno, (tornato alla luce per quasi la quarta parte);
- l'ingresso originario, rappresentato da un muro radiale al fianco sinistro del Duomo, prolungato verso l'interno dell'Anfiteatro per circa 10 metri;
- un altro tratto di muro radiale riferibile alle strutture, interne all'edificio, di sostegno alle gradinate, con continuazione verso il centro dell'arena;
- l'altezza di metri dodici, della cortina muraria, considerata dal livello;
- tre archi laterizi, riferibili all'ingresso meridionale;
- i resti della praecintio esterna con paramento laterizio;
- vari diaframmi radiali in coordinazione con il muraglione ellittico del giro esterno dell'edificio;
- una sostruzione per le gradinate disposte tutt'intorno alla cavità del grande monumento;
- frammenti romani grezzi;
- una mano femminile destra di marmo greco sche stringe qualcosa di indefinibile.

Fino al 1926 i resti dell'anfiteatro furono confusi con quelli dell'adiacente teatro romano perché su entrambi erano state edificate varie costruzioni.

Nel 1937 furono eseguiti scavi per meglio identificarne i resti che divennero ancor più visibili e chiari nel loro impianto nord-sud con il successivo abbattimento degli edifici addossati lungo la muratura perimetrale del monumento.
Si ipotizza che l'anfiteatro sia stato usato come fortezza perché, nel sottosuolo della struttura, sono stati rinvenuti cunicoli che sembra avessero uno scopo di tipo militare (nel centro storico di Teramo sono presenti vari passaggi sotterranei che collegavano soprattutto le chiese tra loro, come è attestato dal cunicolo rinvenuto e reso visibile sotto il pavimento del Duomo di Teramo nel corso degli ultimi restauri, dal suo proseguimento sotto piazza Martiri della Libertà o da quello nei pressi della chiesa della Madonna delle Grazie).
Nel medioevo l'anfiteatro, come pure il vicino teatro romano, è stato utilizzato come cava di materiale per la costruzione di vari edifici limitrofi, in particolare il Duomo edificato nel XII secolo sull'area occupata dalla parte nord-occidentale dell'anfiteatro stesso. Nella parete destra esterna del Duomo e in alcune parti interne, si possono osservare alcune pietre scolpite asportate dall'anfiteatro.
Attualmente sopra l'anfiteatro è sito il grosso edificio dell'ex Seminario, la cui costruzione nel XVIII secolo causò l'irreparabile perdita delle strutture interne.